# Бојан Марјановић
Бојан Марјановић (Ваљево, 26. октобар 1981) српски је пијаниста и композитор. У свом досадашњем уметничком раду, бавио се различитим музичким жанровима, међу којима преовлађују класична музика и џез. Последњих година активан је на норвешкој џез сцени на различитим музичким пројектима.
У досадашњој каријери Марјановић је награђиван на националном и међународном нивоу, укључујући награде на пијанистичким такмичењима и друга признања. Наступао је као солиста, камерни музичар/члан различитих бендова и са симфонијским оркестрима у неколико европских земаља. У области класичне музике, Бојанова интересовања усмерена су ка интегралном извођењу клавирских дела и циклуса, попут Шопенових етида, скерца, прелудијума итд.

## Биографија
Марјановић је одрастао у Ваљеву у Србији, где је са 15 година почео да свира клавир. Завршивши музичку школу „Живорад Грбић“ у Ваљеву, преселио се у Београд где је започео студије класичног клавира на Факултету музичке уметности у Београду код познате српске професорке и пијанисткиње Невене Поповић. Дипломирао је, магистрирао и стекао звање Доктора уметности из класичног клавирског извођаштва на Факултету музичке уметности у Београду. Истовремено са класичном музиком бави се џезом и другим музичким жанровима које је као самоук музичар учио путем транскрибовања својих омиљених плоча.
Марјановић је 2016. емигрирао у Норвешку где је започео студије џез клавира и студије џез композиције на Норвешкој музичкој академији у Ослу. Студирао је код професора Ејолфа Далеа и Хелге Сундеа. У току студија у Норвешкој, Бојан је похађао и летњи семестар на чувеном Беркли колеџу где је студирао џез аранжирање и композицију код професора Стива Рочинског, Џозефа Мулхоланда и Брајана Луиса. Марјановић тренутно живи у Ослу, где ради као пијаниста, композитор и педагог.

## Каријера
У Србији, Бојан Марјановић је био активан на београдској сцени као члан неколико бендова и ансамбала, како класични, тако и џез музичар. Награда на међународном пијанистичком такмичењу "Debut International Piano Competition" пружила му је прилику за солистички дебитантски наступ у Карнеги холу у Њујорку 2014. године. У Норвешкој је Марјановић добио прилику да учествује у многим пројектима и да наступа са чувеним норвешким џез музичарима као што су Уле Мортен Воган, Томас Стронен, Атле Нимо итд. Иза себе, Бојан има бројне наступе на фестивалима и концертима у већини европских земаља, као и у Канади и у Сједињеним Америчким државама.

## Награде и признања
- 2014: "Награда Станојло Рајичић" за најбољи концерт одржан у САНУ у сезони 2013. године [18]
- 2014: Трећа награда на "Debut International Piano Competition" у [[Њујорку]][2]
- 2013: Номинација за "Награду града Београда"[19]
- 2006: Финалиста на Трећем Меморијалу Исидор Бајић[20]
- 2006: Награда из Фонда Слободанке Милошевић-Савић - Факултет Музичке уметности
- 2005: Награда из Фонда Катарине Аћимовић - Факултет Музичке уметности

## Дискографија

### Као лидер/сарадник
- 2022: Don´t Take It So Personally, HÜM, (Losen Records)[21]
- 2018: V, са Урошем Спасојевићем (AMP Music & Records) [22][23][24]

### Албуми на којима је учествовао као гост
- 2019: 2.0,  Урош Спасојевић (Metropolis Records)[25]
- 2019: 1.5,  Урош Спасојевић
- 2018: Roots, Алмир Мешковић & Даниел Лазар (Etnisk musikklubb)
- 2018: Where the Fishes Dance, Laila Angell (Lydmuren)
- 2014: Portrait in Bass, Урош Спасојевић